# آینه چندلایه‌ای
آینه چندلایه‌ای به نوعی از آینه‌های به کار رفته در اپتیک گفته می‌شود که دارای مقاومت حرارتی بیشتری نسبت به آینه‌های معمولی است و به همین دلیل فیزیکدانان استفاده از این نوع آینه‌ها را در برخی موارد به آینه‌های معمولی ترجیح می‌دهند.

## پایداری ساختمانی
پایداری ساختمانی در حین بازتاب دهی این آینه‌ها در برابر پرتوهای پُرانرژی نظیر پرتو سیکلوترون از آینه‌های معمولی بیشتر است. همین ویژگی خاص آینه‌های چند لایه‌ای سبب می‌شود که در اثر برخورد پرتو سیکلوترون به سطح این آینه‌ها مقاومت حرارتی بیشتری نسبت به آینه‌های معمولی از خود نشان دهند.

## روش تعیین مقدار تغییرات بازتاب دهی سطح آینه‌های چند لایه‌ای
فیزیکدانان از پراش براگ برای تعیین مقدار تغییرات بازتاب دهی سطح آینه‌های چند لایه‌ای در اثر تغییرات ضخامت لایه‌های به کار رفته در آن‌ها استفاده می‌کنند.

## جنس آینه‌های چند لایه‌ای
آینه‌های چند لایه‌ای معمولاً از جنس کربن یا سیلیسیم و نیز یک عنصر واسطه مثل مولیبدن یا نیکل هستند. مقاومت حرارتی آینه‌های Mo/C ،Mo/Si و Ni/C نسبت به پرتو سیکلوترون را می‌توان با یکدیگر مقایسه کرد. ضخامت آینه Mo/Si در اثر افزایش دمای حاصل از برخورد پرتو سیکلوترون به سطح این آینه کاهش می‌یابد در حالی که ضخامت آینه Mo/C ثابت می‌ماند و ضخامت آینه Ni/C افزایش می‌یابد.

## تعیین ضخامت لایه‌های عناصر آینه‌های چندلایه‌ای
برای تعیین مقدار ضخامت لایه عنصر به کار رفته در این آینه‌ها از فرمول دیفراکسیون براگ استفاده می‌شود. باید در نظر داشت که ضخامت لایه‌های عناصر به کار رفته در این آینه‌ها به جای d که همان ضخامت لایه دیفراکسیون‌کننده نور است d1+d2 یعنی مجموع ضخامت دو لایه در آینه می‌باشد.

## منبع
- T.Djavanbakht et. al., "Effets d'un chauffage thermique sur les performances de miroirs multicouches Mo/Si, Mo/C et Ni/C pour le rayonnement X mou", J. Phys.IV France 10, 2000, pp 281–287